# 阿尔科芬
阿尔科芬是奥地利上奥地利州埃弗丁县的一个市镇。总面积43平方公里，总人口5287人，人口密度123.0人/平方公里（2005年）。